# Butenkî, Kozelșciîna
Butenkî (în ucraineană Бутенки) este un sat în comuna Piskî din raionul Kozelșciîna, regiunea Poltava, Ucraina.

## Demografie
Componența lingvistică a localității Butenkî
     Ucraineană (95,71%)
     Rusă (4,29%)
Conform recensământului din 2001, majoritatea populației localității Butenkî era vorbitoare de ucraineană (95,71%), existând în minoritate și vorbitori de rusă (4,29%).